# Apple Music 1
A Apple Music 1 (anteriormente denominada de Beats 1) é uma estação de rádio online operada pela Apple Inc. É transmitida 24 horas por dia, 7 dias por semana e trabalha principalmente com músicas dos gênero: pop, rap e indie. Seus principais DJs são: Zane Lowe, que deixou a BBC Radio 1 para fazer parte da Apple Music 1, Ebro, Darden, que é responsável pelas músicas de hip hop , e Julie Adenuga, que gerencia a cena musical vinda do  Reino Unido.
A 18 de Agosto de 2020 é anunciado a mudança de nome da Beats 1 para Apple Music 1 é ainda a criação de duas novas estações, respetivamente a Apple Music Hits e Apple Music Country.

## História

Logo como Beats 1

A Apple adquiriu a fabricante de equipamentos de áudio Beats Electronics em 2014, o que incluía os direitos sob o serviço de streaming de música Beats Music, e tornou o ex-CEO da então Beats Electronics, Ian Rogers, responsável pelo  iTunes Rádio, que foi descontinuado. O site  Business Insider informou mais tarde que a Apple estava planejando unificar os dois serviços em uma única plataforma. A Apple também contratou Zane Lowe como curador de música.
No dia do lançamento do novo serviço, o jornal inglês The Guardian revelou que haviam sido pré-gravadas chamadas da programação da Beats 1, e disse que tais gravações "sugeriam uma mistura eclética de programação para preencher uma transmissão de 24h por dia."
Em 29 de setembro de 2015, Zane Lowe disse que não tinha a certeza de que o serviço  Apple Music necessitava de algo como o Beats 1, mas ressaltou: "Eu espero que haja um lugar para ele."
Em dezembro de 2015, rumores começaram a aparecer, mostrando que a Apple desejava expandir a marca Beats 1 criando novas estações. Pouco tempo depois, quatro novas estações foram criadas.
Em setembro de 2016, a Apple atualizou a interface do Apple Music com o lançamento da versão 12.5 do Itunes e o novo iOS 10. Após essa atualização, surgiram críticas sugerindo que o Beats 1 tornou-se mais difícil de ser encontrado devido à nova interface

## Recepção
A recepção em relação ao novo serviço foi mista. A revista Quartz analisou a lista de faixas de músicas que foram ao ar na Beats 1 em sua segunda semana: "Apesar da Beats 1 ser uma mistura eclética de gêneros, alguns ouvintes reclamaram sobre a quantidade excessiva de músicas de hip-hop." No entanto, nota que "há uma quantidade razoável de diversidade musical..."
Mashable queixou-se da "compressão utilizada pela rádio, que desequilibrava o volume do serviço" e também disse que "A variedade[de gêneros] pode ser uma bênção e uma maldição...ela caminha em todo o espectro musical...Se eu não estivesse tão empenhado em ouvir nada além da Beats 1 para esta resenha, eu já teria desistido."
9to5Mac teve de modo geral, uma recepção positiva em relação à estação, dizendo: "Embora a Beats 1 é anunciada como uma estação que nunca desliga, não é realmente verdade. A programação está configurada para durar 12 horas por dia, então, nas 12 horas restantes, é reproduzida uma gravação das 12 anteriores...Isso é frustrante para mim, que moro no Reino Unido. Se a ouvir na tarde e na manhã seguinte, eu irei provavelmente escutar a mesma programação repetida...Em resumo, a Beats 1, como conceito, é grande...  Ainda é necessário algum trabalho no software e na produção para realmente brilhar."
Fortune disse: "eu não gostei das músicas reproduzidas na Beats 1, mas em relação à dedicação, eu imediatamente senti como cada DJ tem sido forte o suficiente para resistir à tentação de voltar a um algoritmo sem vida."

## Formato
A Apple Music 1 transmite uma mistura de música com foco em novas músicas e artistas, ao contrário das listas de reprodução para "estações" no ITunes Rádio. O Next Web afirma que "O objetivo essencial da Beats 1 é garimpar novas músicas, seja de novos talentos ou músicas de artistas consagrados."
Além disso, a Apple Music 1 transmite o festival anual Apple Music Festival (que antigamente era conhecido como o iTunes Festival), bem como entrevistas com artistas americanos famosos como:  Lady Gaga, Bruno Mars e a Chance de o Rapper.

## Rádios

### Apple Music 1
Com estúdios em Los Angeles, Nova Iorque, Nashville e Londres, a Apple Music 1 é especializada na música pop, rap, R&B, e ainda música latina e africana. A Apple Music 1 tem como apresentadores principais Zane Lowe, Ebro Darden, Brooke Reese, Dotty, Hanuman Welch, Matt Wilkinson, Nadeska, Rebecca Judd e Travis Mills, e oferece uma programação com participação dos maiores nomes da música, incluindo Action Bronson, Billie Eilish, Elton John, Joe Kay, Lil Wayne, Frank Ocean, Vince Staples e The Weeknd, além de novos shows de Aitch, Kerwin Frost, HAIM, Lady Gaga, Nile Rodgers, Travis Scott, Charlie Sloth, Young M.A e muitos mais.

### Apple Music Hits
A Apple Music Hits tem um catálogo completo dos anos 80, 90 e 2000. A estação apresenta novos programas de artistas notáveis, conectando os ouvintes com as histórias por trás das músicas mais populares do mundo. Tem apresentadores como  Jayde Donovan, Estelle, Lowkey, Jenn Marino, Sabi, Nicole Sky, George Stroumboulopoulos (“House of Strombo”), juntamente com especiais de Ari Melber e muitos outros.

### Apple Music Country
A Apple Music Country, é dedicado à música country. Tem como apresentadores nomes como  Kelleigh Bannen, Ty Bentli, Bree, Alecia Davis, Ward Guenther, Nada e Tiera, além de shows semanais de Ashley Eicher e Kelly McCartney, e ainda programas exclusivos de artistas como Jimmie Allen, Kelsea Ballerini, Dierks Bentley, BRELAND, Luke Bryan, Luke Combs, Morgan Evans, Florida Georgia Line, Pat Green, Willie Jones, Chrissy Metz, Midland, Rissi Palmer, The Shires, Carrie Underwood e Morgan Wallen.

## Programação
- New Music Daily Radio
- Rap Life Radio
- The Apple Music 1 List
- Apple Music DJ Mixes (com artistas convidados)
- danceXL
- The Zane Lowe Radio
- House Work
- Africa Now Radio
- ¡Dale Play! Radio
- me & my dad com Billie Eilish
- R&B Now Radio
- Boiler Room (com artistas convidados)
- The Global Charts Show
- Pop Hits Radio
- Super Bloom Radio
- The Matt Wilkinson Show
- The Agenda Radio
- One Mix